# ききょうの里

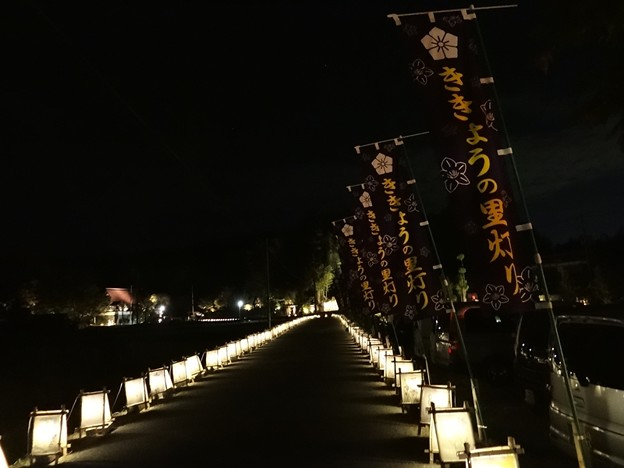
ききょうの里灯り

ききょうの里（ききょうのさと）は、2003年に開園した京都府亀岡市宮前町猪倉前田にあるききょうを鑑賞できる観光スポットである。

## 概要
園内には5万株のききょうが植えられている他に、アジサイ、ユリなども植えられている。
毎年、7月から8月上旬の期間、「ききょうの里」として整備し見学ができる。
平成25年より、「ききょうの里灯り」という名称で、9月から10月にかけて、1000個以上の灯篭を並べるイベントを行っている。
竹で作った灯篭に1000枚のききょう・明智かめまるなどの絵が飾られている。
ききょうは明智光秀の家紋として知られていて、ききょうの里は、明智光秀の首塚が祀られている真言宗大覚寺派の谷性寺の門前にあり、地元地域住民が光秀の供養のためにききょうを植えて園を整備した事に始まるという。
また、2013年には京都縦貫道篠本線料金所脇に設置されていた、騎乗の明智光秀像が、NEXCO西日本の京都丹波道路管理事務所の移転に伴う処置として、当園を管理する「丹波／亀岡ききょうの里を作る会」に寄贈され、園内に移設された。